# László Béla (író)
László Béla (Székelyudvarhely, 1909. április 24. – Budapest, 1980. szeptember 28.) erdélyi magyar író, újságíró, szerkesztő.

## Életútja
Szülővárosában végezte a középiskolát (1927). Első versét a Brassói Lapok közölte (1928). Az Ellenzék szerkesztője és cikkírója (1936-40); Kós Károlyt elkísérve a leégett bukovinai Józseffalvára, riportjaival 1939 júliusában elindította a károsultak országos segélyakcióját.
Verseivel, elbeszéléseivel az Erdélyi Helikonban jelentkezett (1941). Gyorsíró, a budapesti Magyar Távirati Iroda RT. kolozsvári kirendeltségének szerkesztő-munkatársa (1940-44. március 19.), Budapesten Bajcsy-Zsilinszky Endre munkatársa volt. A kolozsvári Világosság szerkesztőjeként (1944-45) írt cikke a zsidók deportálásáról s Bánffy Miklóssal készített interjúja az antifasiszta ellenállásról forrásértékű. 1945-től az Igazság szerkesztője, nevéhez fűződik a lap népszerű hétfői sportkiadása. 1956-ban a Művelődés szerkesztője. Az Utunk, Új Élet, Előre munkatársa. 1957-től az újra meginduló Korunk szerkesztőségi titkára. 1972-ben nyugalomba vonult.
„Interjú-portréi” a romániai magyar szellemi élet jeles személyiségeit mutatták be, így a Korunkban Németi László műszaki kibernetikust (1963/2), Csapó Józsefet, a talajtan szakemberét (1966/12), Lazányi Endre biológust és Maros Dezsőt, az elméleti mechanika szakértőjét (1968/1), az Utunkban pedig a botanikus Nyárády Erazmus Gyulát és az algakutató Péterfi Istvánt (1963/25). Egy színházi együttes emlékalbumába c. alatt méltatta a szatmári "fiatalok színháza" művészegyüttes első évtizedét. Mint műfordító Majakovszkij-verseket ültetett át magyarra.